# Ornette on Tenor
| Recensione                     | Giudizio |
| ------------------------------ | -------- |
| Down Beat                      | [ 1 ]    |
| Allmusic                       |          |
| Tom Hull                       | B+       |
| Piero Scaruffi (Austin Krentz) | 5.5/10   |

Ornette on Tenor è l'ottavo album discografico di Ornette Coleman, pubblicato dalla Atlantic Records nel 1961.

## Descrizione
L'album è un chiaro esempio della musica di Coleman in questo periodo. Anche se abitualmente suonava il sax alto, Coleman passa al sax tenore per questo album, poiché a suo avviso "le migliori dichiarazioni che i negri hanno fatto di ciò che è la loro anima, sono state fatte al sax tenore..."
Come in quasi tutte le sessioni dell'epoca per la Atlantic Records, Coleman impiega un quartetto per la registrazione, venendo coadiuvato in studio da Don Cherry alla tromba, Jimmy Garrison al contrabbasso e Ed Blackwell alla batteria. Nell'album manca completamente la presenza del pianoforte (la cui esclusione era ancora piuttosto rivoluzionaria nel jazz per l'epoca).

## Tracce
1. Cross Breeding – 11:21
2. Mapa – 9:07
3. Enfant – 6:28
4. EOS – 6:37
5. Ecars – 7:37

## Formazione
- Ornette Coleman - sassofono tenore
- Don Cherry - tromba
- Jimmy Garrison - contrabbasso
- Ed Blackwell - batteria